# Melissa Venema

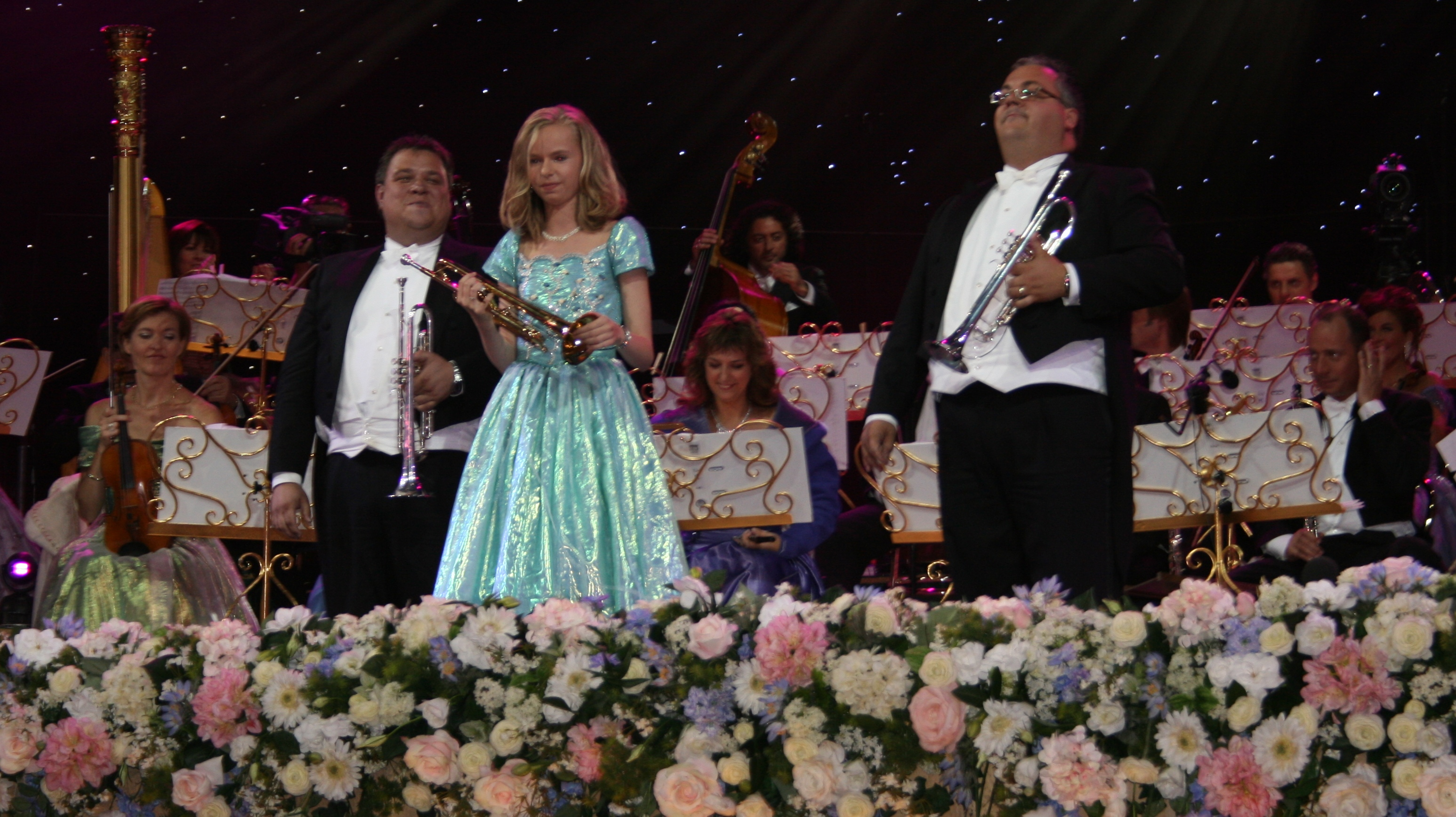
Melissa Venema (2008)

Melissa Venema (* 12. April 1995 in Alkmaar) ist eine niederländische Trompeterin.

## Werdegang
Venema lebt mit ihren Eltern in dem nordwestlich von Amsterdam gelegenen Zaandam und ist das jüngste von sechs Kindern.
Bereits im Alter von acht Jahren entdeckte sie die Trompete für sich als Musikinstrument. Mit zehn Jahren bestand Melissa die Aufnahmeprüfung an der Musikhochschule in Amsterdam, dem Conservatorium van Amsterdam, wo sie seither ausgebildet wird. Insgesamt spielt Melissa fünf verschiedene Trompeten und durfte bereits zweimal für Königin Beatrix spielen. Einen weiteren Höhepunkt ihrer Karriere stellt das Zusammenspiel mit André Rieu und seinem Johann Strauß Orchester dar. Seit 2008 hat sie das Orchester über mehrere Konzerte hinweg als Solistin begleitet. 2007 sowie 2009 war Melissa Venema in Südafrika auf Tournee. In Deutschland hat Melissa in dem Trompeter Till Brönner einen Mentor gefunden, mit dem sie im Winter 2010 im Rahmen der ARD-Fernsehshow Willkommen bei Carmen Nebel auftrat.

## Auszeichnungen
- 2005	Schülerwettbewerb – 1. Platz
- 2005	Carla-Leurs-Preis – 1. Platz
- 2007	HaFaBra Concours – 1. Platz
- 2008	Prinzessin-Christina-Wettbewerb – Förderpreis
- 2008 	Stichting Jong Muziektalent Nederland – 1. Platz
- 2008	Stichting Jong Muziektalent Nederland – 2. Platz
- 2009	Prinzessin-Christina-Wettbewerb – 1. Platz
- 2009 	Prinzessin-Christina-Wettbewerb – Förderpreis

## Diskografie

### Alben
- 2006 Melissa voor U
- 2009 Melissa In Concert
- 2010 From The Heart
- 2012 The Trumpet Is My Voice